# Inscripción de Namara

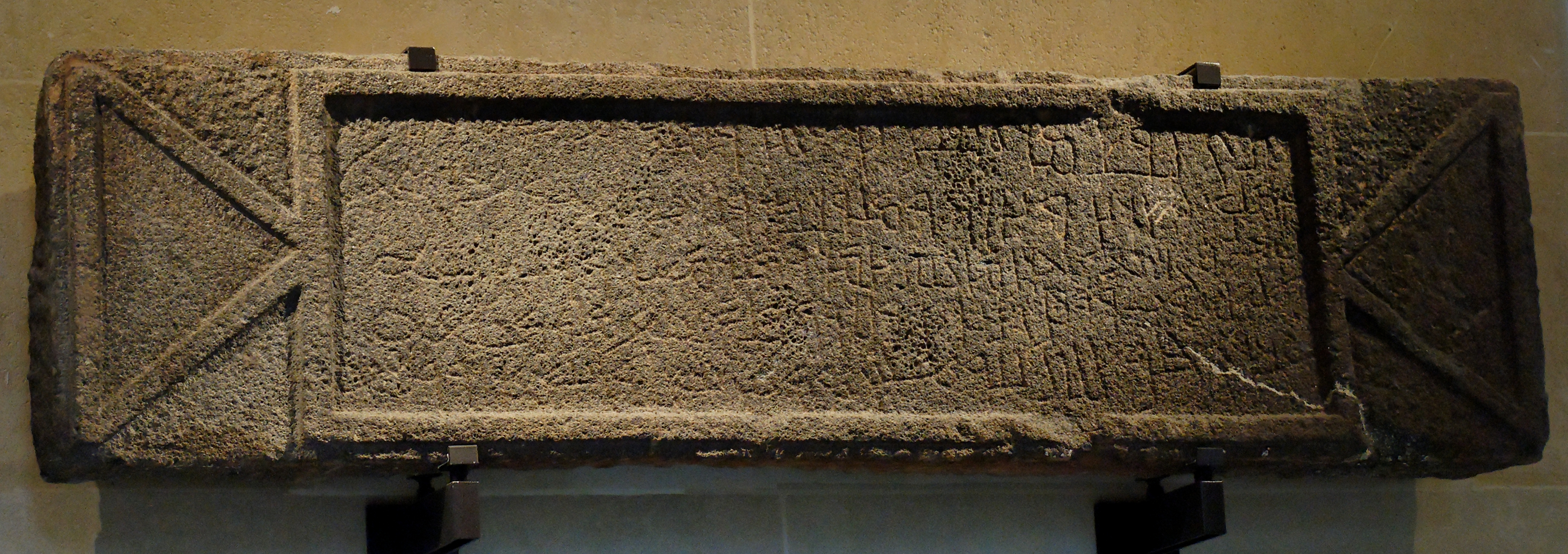
Epitafio de Imru' al-Qays ibn 'Amr, inscrito en escritura nabatea.

La inscripción de Namara (en árabe, نقش النمارة naqš an-Namārah) es una inscripción del siglo IV en idioma árabe preislámico siendo una de las primeras en este idioma. También se ha interpretado como una versión tardía del idioma semítico nabateo en su transición al árabe. Una misión francesa en Siria durante el mandato encontró la pieza en Namara, una aldea al este del Monte Druso, y actualmente se conserva en el Louvre.
La mayoría de los especialistas creen que la inscripción de Namara es la lápida de Imru' al-Qais ibn Amr al-Awwal, uno de los reyes de los munadhíridas en al-Hira. La fecha de su muerte se ha fijado en el año 328 d. C. según la lectura de esta inscripción.
Ha sido descrito por Irfan Shahid como «la inscripción árabe más importante de los tiempos preislámicos» y por Kees Versteegh como «la inscripción árabe más famosa». También es una fuente importante para las relaciones entre los romanos y los árabes en ese período.

## Diferencias con el árabe actual
La inscripción está escrita en alfabeto nabateo aramaico, aunque hay ambigüedades, ya que la escritura tiene solo 22 signos (algunos con anotaciones adicionales), y este dialecto árabe tenía 28 o 29 consonantes. Esta escritura tiene ligaduras entre algunas letras que muestran una transición hacia un alfabeto árabe. Algunos de los términos utilizados en el texto están más cerca del arameo que del árabe; por ejemplo, usa el patronímico arameo «b-r», en lugar del término árabe «b-n». Sin embargo, la mayor parte del texto está muy cerca del árabe clásico en el cual se redactó el Corán en el siglo VII.

## Descubrimiento
La inscripción fue encontrada el 4 de abril de 1901 por dos arqueólogos franceses, René Dussaud y Frédéric Macler, en al-Namara (también Namārah; Nimreh moderno) cerca de Shahba y el Monte Druso en el sur de Siria, a unos 100 km al sur de Damasco y 50 km al noreste de Bosra. En la Antigüedad, la ubicación estaba cerca del límite del Imperio romano en la fecha en que fue tallada, el Limes Arabicus de la provincia de Arabia Petraea. Al-Namara fue más tarde el sitio de un fuerte romano.

## Historia
La inscripción está tallada en cinco líneas en un bloque de basalto, que puede haber sido el dintel de una tumba. Es el epitafio de un rey árabe recientemente fallecido de los munadhíridas, Imru' al-Qays ibn 'Amr, y data de forma segura al año 328 d. C. Imru' al-Qays sucedió a su padre 'Amr ibn Adi y dirigió un gran ejército para conquistar gran parte de Irak y la península arábiga desde su capital en al-Hirah. En este momento, eran vasallos de los persas sasánidas. Las incursiones en Irán desencadenaron una campaña del emperador sasánida Shapur II que conquistó las tierras iraquíes, e Imru' al-Qays se retiró a Baréin. Se mudó a Siria para buscar ayuda del emperador romano Constantino el Grande. Imru' al-Qays se convirtió al cristianismo antes de su muerte en Siria y fue sepultado en el desierto sirio. Su conversión se menciona en la historia árabe de Hisham Ibn Al-Kalbi, un erudito de principios del siglo IX, pero Irfan Shahîd señala que «no hay una sola fórmula o símbolo cristiano en la inscripción». Mientras Theodor Nöldeke argumentó en contra de una afiliciación cristiana de Imru' al Qays bin 'Amr, Shahid señaló que su creencia cristiana podría ser «herética o del tipo maniqueo».

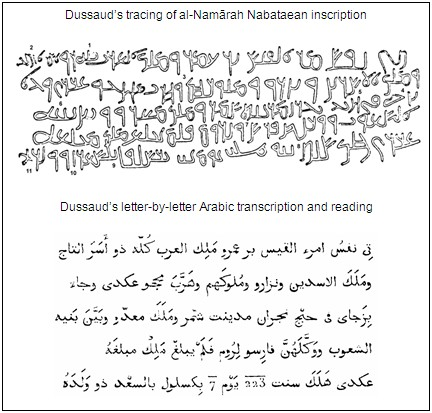
Publicación original de René Dussaud en 1905, con la inscripción de Namara arriba (se agregaron números para facilitar la discusión en este artículo) y su transcripción en árabe abajo.

El primer seguimiento y lectura de la inscripción de Namara fue publicado a principios del siglo XX por René Dussaud. Según su lectura, el texto comienza informando al lector que esta inscripción fue el monumento funerario del rey, luego lo presenta y enumera sus logros, y finalmente anuncia la fecha de su muerte. Muchos otros estudiosos han releído y analizado el idioma de la inscripción durante el siglo pasado, pero, a pesar de sus ligeras diferencias, todos estuvieron de acuerdo con el punto de vista central de Dussaud de que la piedra de Namara era el monumento funerario del rey Imru' al-Qays. 
En 1985, James A. Bellamy ofreció el primer rastreo de la inscripción significativamente diferente desde Dussaud, incluida una corrección de rastreo innovadora de dos palabras muy disputadas al comienzo de la tercera línea (señalado en la figura de rastreo original de Dussaud como palabras 4 y 5). Sin embargo, a pesar de los nuevos e importantes trazados de Bellamy, su lectura en árabe estuvo totalmente de acuerdo con el tema general de la lectura original de Dussaud. La nueva traducción ampliamente aceptada de Bellamy de la inscripción dice:

«Este es el monumento funerario de Imru' al-Qays, hijo de 'Amr, rey de los árabes, y (?) su título de honor fue Maestro de Asad y Nizar.
Y sometió a los Asadis y se vieron abrumados junto con sus reyes, y puso a huir a Madh'hij a partir de entonces, y vino
conduciéndolos a las puertas de Najrán, la ciudad de Shammar, y él sometió a Ma'add, y trató gentilmente con los nobles
de las tribus, y los nombró virreyes, y se convirtieron en filarcas para los romanos. Y ningún rey ha igualado sus logros.
Posteriormente murió en el año 223 el séptimo día de Kaslul. ¡Oh, la buena fortuna de aquellos que eran sus amigos!»

A continuación se muestra la traducción árabe moderna de Bellamy de la inscripción Namara, con breves explicaciones agregadas entre paréntesis:

تي (هذه) نَفسُ (شاهدة قبر) امرؤ القيس بن عَمرو مَلِكُ العرب، ولقبهُ ذو أسَد ومذحج. 

ومَلَكَ الأسديين ونزار وملوكهمْ وهَرَّبَ مذحج عَكدي (كلمة عامية تدمج الكلمتين "عن قضى"، بمعنى بعد ذلك) وجاء (اي  امرؤ القيس) يزجها (يقاتلها بضراوة) في رُتِجِ (ابواب) نَجران، مدينة شمّر، ومَلَكَ معد (بنو مَعَدْ في اليمن) ونَبَلَ بنَبه  الشعوب (عامل نبلاءهم باحترام ولطف) ووكلهن (اي عين نبلاءهم شيوخا للقبائل) فرأسو لروم (فاعترفو بسيادة روم عليهم) فلم يبلغ ملك مَبلَغَه.

عكدي (بعد ذلك) هلك  سَنَة 223، يوم 7 بكسلول (كانون الأول)، يالِسَعْدِ ذو (الذي) والاهُ (بايعه او جعله وليا له).

La mención de la fecha, el 7 de Kaslul en el año 223 de la era de Bostra nabatea, fecha segura su muerte al 7 de diciembre de 328 d. C.

## Ambigüedades en la traducción
Partes de la traducción son inciertas. Por ejemplo, las primeras traducciones sugirieron que Imru' al-Qays era el rey de todos los árabes, lo que parece poco probable tras su traslado a la región siria. Tampoco está claro si acometió la campaña contra Najrán mientras permanecía en al-Hira o después de su traslado a Siria y, en cualquier caso, si lo hizo solo o con la ayuda de los sasánidas o los romanos.